# Kahina Bahloul
Pour les articles homonymes, voir Bahloul.
 (juillet 2025).
Kahina Bahloul, née le 5 mars 1979 à Paris, est une islamologue franco-algérienne. Soufie, elle est la première femme à se déclarer imame en France. Elle est la cofondatrice du projet d'association cultuelle « La Mosquée Fatima », qui promeut un islam libéral.

## Biographie

### Origines et formation
Kahina Bahloul naît à Paris d'un père algérien kabyle peu attaché à la normativité religieuse, mais issu d'une famille maraboutique,, et d'une mère française athée. Sa grand-mère maternelle était juive polonaise, son grand-père maternel catholique français,,.   
Elle grandit dès l'âge d'un an en Algérie, près de Béjaïa, au bord de la mer, en Kabylie, jusqu'à la fin de sa formation de juriste.

### Parcours religieux
Ressentant le besoin de retrouver ses origines et sa culture françaises, elle s'installe en France en 2003 et prend ses distances avec la religion musulmane pendant quelques années. Elle devient cadre dans l'assurance, pendant douze ans,.  
Le décès de son père en 2009 conduit Kahina Bahloul à approfondir son lien avec la mystique musulmane, le soufisme, dans lequel elle affirme avoir trouvé les réponses aux questions qu'elle se pose depuis l'enfance,. Kahina Bahloul s'investit alors dans diverses associations cultuelles de sensibilité soufie. 
Les attentats de 2015 en France la décident à agir. Après un master 2 en islamologie à l'École pratique des hautes études, Kahina Bahloul poursuit un doctorat sous la direction de Pierre Lory sur la pensée d'Ibn Arabi, théologien et poète soufi du XIIe siècle,,, et lance la chaîne et l'association « Parle-moi d'islam ». Elle est aussi conférencière sur des sujets islamiques concernant le dialogue interreligieux, le soufisme et la femme, avec notamment la rabbine Pauline Bebe et le père Antoine Guggenheim, ancien directeur du pôle de recherche du Collège des Bernardins. Kahina Bahloul anime notamment des ateliers à l'association Alawiyya à Drancy, confrérie soufie fondée en Algérie par Ahmad al-Alawi.
Outre Ibn Arabi, la deuxième source d'inspiration de Kahina Bahloul est la soufie du VIIIe siècle Rabia al Adawiyya dont la plus grande partie de la biographie est légendaire, inventée. Enfin, en tant que Française d'origine algérienne, l'islamologue s'appuie aussi sur le soufi du XIXe siècle Abdelkader ibn Muhieddine.
En 2016, elle participe à la fondation de l'association « La Maison de la paix » à Paris, avec l'imame norvégienne Annika Skattum, où l'Irakienne Rosina-Fawzia Al-Rawi, dispense des enseignements d'inspiration soufie, mais l'association ferme ses portes au bout d'un an, faute de financement.

Selon Kahina Bahloul, la pratique méditative du soufisme abolit les considérations de genre. Elle s'inspire de l'imame danoise Sherin Khankan ou de l'Américaine, figure de proue du féminisme musulman, Amina Wadud et se renseigne sur le ministère religieux féminin. Kahina Bahloul affirme : 

« Il est acquis, depuis le XIIe siècle, et les écrits d'Ibn Arabi, que rien n'interdit à une femme de diriger la prière. »

 

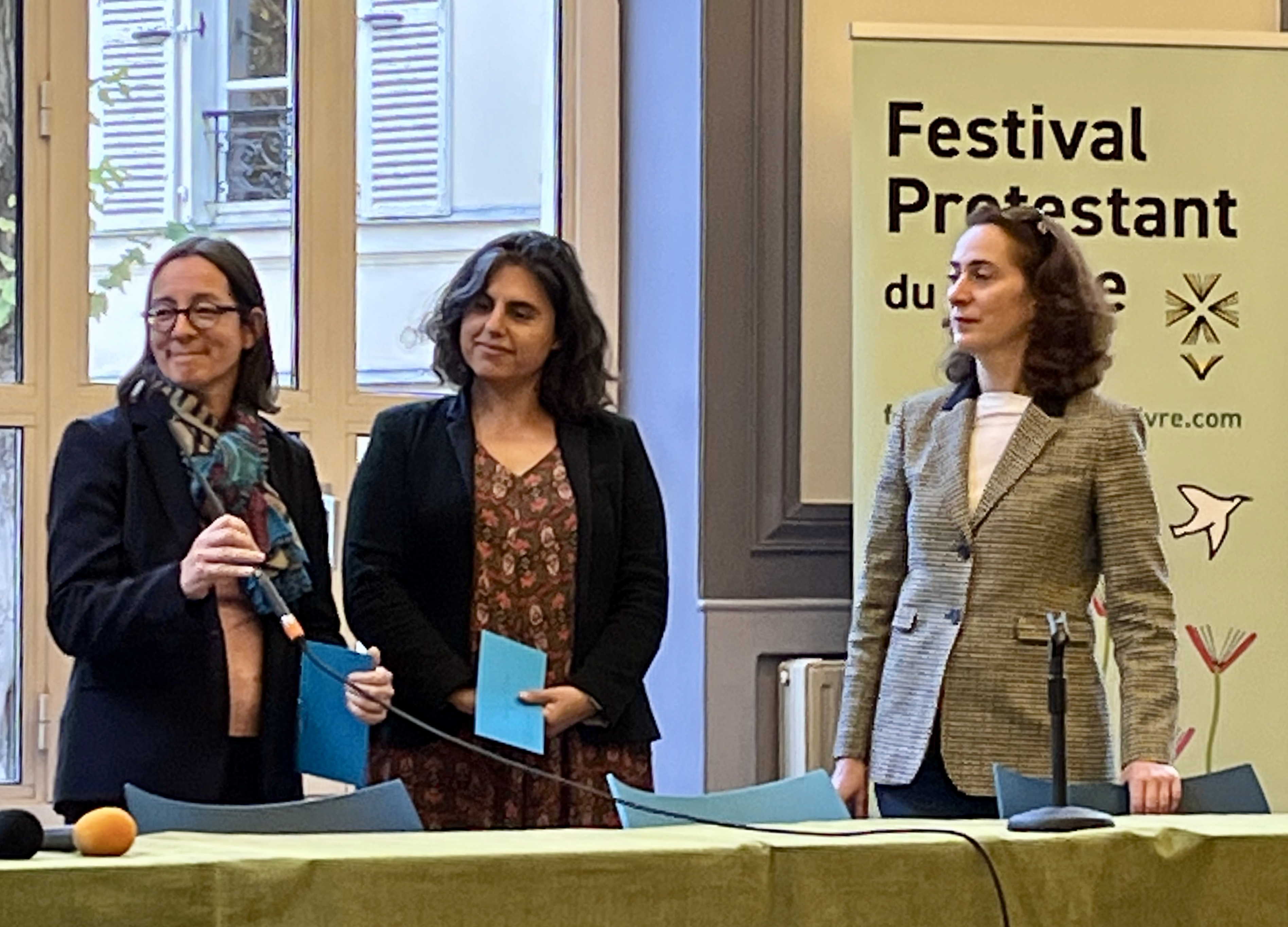
De gauche à droite : Emmanuelle Seyboldt, Floriane Chinsky et Kahina Bahloul, Festival protestant du livre 2022.

Le 19 mai 2019, elle publie dans Les Cahiers de l'islam son analyse des textes sacrés, dans laquelle elle conclut : 

« Les avis qui veulent établir l'interdiction absolue du magistère féminin dans le culte musulman n'ont pas de fondements théologiques solides. Aucun argument émanant du Coran ni de la sunna ne peut être sérieusement avancé pour invalider ou rendre illicite l'imamat des femmes. »

Kahina Bahloul se déclare « imame » depuis le printemps 2019. Selon elle : « pour devenir imame, il faut qu'une congrégation religieuse adhère à votre discours ». Selon le journaliste Baudouin Eschapasse, cela fait d'elle la première femme à devenir imame en France. Bien que Tareq Oubrou, imam à Bordeaux, ait publiquement exprimé que l'imamat féminin n'était pas interdit par le Prophète, aucun représentant officiel de l'islam de France n'a encore pris position officiellement en faveur de Kahina Bahloul,. Aussi, pour des raisons de sécurité, cette congrégation n'a pas de lieu fixe. Dans un entretien, Kahina Bahloul dit que sa première charge rituelle, en mai 2019, a été une prière mortuaire dans un cimetière de la région parisienne.
Kahina Bahloul appelle à une réforme de l'islam et du statut du Coran qui, selon elle, n'est pas la parole de Dieu incréée, comme le croient les sunnites, mais la parole de Dieu créée, ce qui « permettrait de recontextualiser la révélation et d'interpréter certains versets ». Avec ses revendications, Kahina Bahloul ne se démarque pas seulement de l'islam radical, elle met aussi à distance une partie de l'islam traditionnel. Ses prises de position lui attirent des insultes sexistes, antisémites (sa grand-mère maternelle étant juive, elle est elle-même considérée comme juive selon le Talmud), et ses initiatives lui valent de violentes attaques : elle s'est vue qualifiée de « sale sorcière » et a reçu des menaces de mort. 
La question de la légitimité de Kahina Bahloul est souvent posée. Les critiques pointent également son inexpérience. « S'ils pensent que cela me fera changer d'avis, ils se trompent. C'est peut-être lié à mon prénom, qui renvoie à une reine berbère inflexible, mais je ne cède pas aux pressions », affirme-t-elle.
En 2021, son livre Mon islam, ma liberté est publié. Pour le journaliste Lieven Van Mele, le fait qu'il ait été édité par Albin Michel, et non par une maison d'édition islamique, est un signe révélateur : les tendances libérales-démocratiques et innovatrices au sein de l'islam restent marginales.
Kahina Bahloul a pour alliées Floriane Chinsky, rabbine du Mouvement juif libéral de France, et la pasteure Emmanuelle Seyboldt, présidente de l'Église protestante unie de France, avec qui elle publie en 2021 le livre Des femmes et des dieux,.

### Projet de mosquée prônant l'islam libéral
Kahina Bahloul envisage d'ouvrir une mosquée s'inscrivant en plein dans le courant réformiste libéral. Son nom, « La Mosquée Fatima »,, fait référence à Fatima Zahra, la fille du Prophète. Elle s'associe pour ce projet avec le théologien mutazilite et philosophe de formation Faker Korchane,. Il est le président de l'association pour la renaissance de l'islam mutazilite (ARIM),, courant rationaliste qui conteste également le Coran incréé. Cette mosquée sera conforme à l'orientation de l'islam libéral :
- femmes et hommes pourront y prier ensemble ; ils seront néanmoins répartis de part et d'autre d'une salle commune ;
- les prêches se feront en français ;
- les femmes seront libres de porter ou non le voile ;
- l'imamat, la conduite de la prière, sera assuré alternativement par un imam, Faker Korchane, et une imame, Kahina Bahloul ;
- la mosquée sera ouverte également aux non-musulmans[2], comme toutes les mosquées.

Le 21 février 2020 a lieu le premier prêche de Kahina Bahloul dans une petite salle louée à Paris. Vingt-deux personnes (dix femmes et douze hommes) participent à la célébration.

## Publications
- Kahina Bahloul, Mon islam, ma liberté, Paris, Albin Michel, 2021, 208 p. (ISBN 978-2-226-45685-4 et 978-2-226-46357-9, lire en ligne) ; Le Livre de poche (no 36737), 2023, 211 p. (ISBN 978-2-253-10749-1).
- Kahina Bahloul, Floriane Chinsky, Emmanuelle Seyboldt et Nicolas Torrent (collab.), Des femmes et des dieux, Paris, Les Arènes, 2021, 243 p. (ISBN 979-10-375-0521-7 et 979-10-375-0556-9, lire en ligne) ; FL éditions, 2022  (ISBN 978-2-298-18074-9) ; Collection proche, 2023, 277 p. (ISBN 978-2-493909-50-3).